# Niels W. Bruun
Niels W. Bruun (født 22. januar 1944) er en dansk klassisk filolog og ekspert i alskens materier. Cand.phil. i latin fra Københavns Universitet 1970. Ansættelser ved bl.a. Det Danske Institut i Rom, 1985, og ved Thesaurus Linguae Latinae i München, 1986-89. Siden 1998 har han været beskæftiget ved Søren Kierkegaard Forskningscenteret med udgivelsen af Søren Kierkegaards Skrifter. Han har udgivet adskillige bøger og artikler især inden for områderne klassisk filologi og medicinens historie. Senest er kommet en udgave af Thomas Bartholins skrift Anatomihuset i København med latinsk tekst, dansk oversættelse og kommentarer (2007).